# Buffalo Bill ancora in sella
Buffalo Bill ancora in sella (Buffalo Bill Rides Again) è un film del 1947 diretto da Bernard B. Ray.